# Армстронг, Айван
Айван Десмонд Армстронг (англ. Ivan Desmond Armstrong, 6 апреля 1928, Крайстчёрч, Новая Зеландия — 10 октября 2014, Окленд, Новая Зеландия) — новозеландский хоккеист (хоккей на траве), нападающий, тренер, теннисный судья.

## Биография
Айван Армстронг родился 6 апреля 1928 года в новозеландском городе Крайстчёрч.
Учился в высшей школе Крайстчёрча, где начал заниматься хоккеем на траве. Затем обучался там же в колледже Кентерберийского университета, в 1955 году стал бакалавром, в 1957 году окончил его.
В 1950—1962 годах играл за сборную Новой Зеландии по хоккею на траве.
В 1956 году вошёл в состав сборной Новой Зеландии по хоккею на траве на Олимпийских играх в Мельбурне, занявшей 6-е место. Играл на позиции нападающего, провёл 3 матча, забил (по имеющимся данным) 2 мяча в ворота сборной ОГК.
По окончании игровой карьеры стал тренером. В 1968 году тренировал сборную Новой Зеландии на летних Олимпийских играх в Мехико и занял с ней 7-е место. Также тренировал команду Окленда в 1971—1984 годах, сделав её лидером новозеландского хоккея. Пятеро его подопечных (Джефф Арчибальд, Рамеш Патель, Мохан Патель, Грег Дэйман, Артур Паркин) в 1976 году стали олимпийскими чемпионами.
Он был тренером, который не тренировал. Вместо этого он наделил нас полномочиями как игроков — он создал среду, в которой мы научились думать самостоятельно, общаться и делиться идеями и работать в команде.Дэвид Эпплби, бывший хоккеист Окленда
Был судьей по теннису, работал на Уимблдонском турнире.
С момента основания в 1971 году колледжа Мангере был его директором, покинув пост в 1988 году. Это была первая новозеландская школа, отказавшаяся от телесных наказаний для учеников.
Умер 10 октября 2014 года в новозеландском городе Окленд.

## Семья
Вместе с женой Джоан вырастили троих сыновей.